# Coclois
Coclois – miejscowość i gmina we Francji, w regionie Grand Est, w departamencie Aube. Nazwa miejscowości to przekształcone "cortis Claudia", czyli "dwór klaudyjski" – zapewne w związku z jednym z pierwszych właścicieli posiadłości. 
Według danych na rok 1990 gminę zamieszkiwały 123 osoby, a gęstość zaludnienia wynosiła 18 osób/km².